# Paul Agnew
Paul Agnew (nacido en 1964 en Glasgow) es un tenor de ópera y director de orquesta escocés.
Agnew estudió música en el Magdalen College de Oxford. Llegó a ser asociado con diversos grupos especializados en música antigua (Ex Cathedra, The Consort of Musicke, los Tallis Scholars, The Sixteen y Gothic Voices) antes de embarcarse en una carrera en solitario en la década de 1990.
Es conocido por cantar en el rol de alto tenor en el repertorio francés, a pesar de que él ha tenido éxito en otros tipos de música. Estrechamente asociado con William Christie y Les Arts Florissants, Paul Agnew ha realizado el papel de Jason en la obra deCharpentier, Medea y de Hippolyte en la obra de Rameau, Hippolyte et Aricie.
Otras grabaciones de Agnew incluyen Misa de la Coronación (Mozart), cantata de Bach y la Misa en si menor con Ton Koopman y la Amsterdam Baroque Orchestra & Choir, de Bach, San Juan de la Pasión con Stephen Cleobury (también en vídeo), de Bach Pasión según San Marcos con Roy Goodman y la composición de Berlioz La infancia de Cristo.

## Director
En 2007 Agnew dirigió a Les Arts Florissants en una actuación de Antonio Vivaldi. Fue la primera persona aparte de William Christie en conducir a este grupo.